# New Cumnock
New Cumnock är en ort i Storbritannien.   Den ligger i kommunen East Ayrshire och riksdelen Skottland, i den centrala delen av landet, 500 km nordväst om huvudstaden London. New Cumnock ligger 187 meter över havet och antalet invånare är 2 884.
Terrängen runt New Cumnock är platt åt nordväst, men åt sydost är den kuperad. New Cumnock ligger nere i en dal. Runt New Cumnock är det glesbefolkat, med 18 invånare per kvadratkilometer. Närmaste större samhälle är Cumnock, 8,3 km nordväst om New Cumnock. Trakten runt New Cumnock består i huvudsak av gräsmarker.